# Championnats d'Europe de judo 1985
Navigation
Édition précédente Édition suivante
La 34e édition des championnats d'Europe de judo s'est déroulée du 9 au 12 mai 1985 à Hamar, en Norvège, en ce qui concerne les épreuves individuelles masculines. Les championnats d'Europe individuels féminins étant disputés au mois de mars,  en Suède (voir article connexe).
 Pour ce qui est des épreuves par équipes qui concernent dorénavant hommes et femmes, elles ont été organisées à Bruxelles, en Belgique, en novembre de la même année (voir article connexe).  

## Résultats
| Épreuves             | Or                              | Argent                          | Bronze                                         |
| -------------------- | ------------------------------- | ------------------------------- | ---------------------------------------------- |
| - 60 kg super-légers | Khazret Tletseri (URS)          | Gheorghe Dani (ROU)             | Carlos Sotillo (ESP) Patrick Roux (FRA)        |
| - 65 kg mi-légers    | Cornel-Ilie Serban (ROU)        | Marc Alexandre (FRA)            | Jörgen Haggqvist (SWE) Andreas Paluschek (GDR) |
| - 71 kg légers       | Tamaz Namgalauri (URS)          | Bertalan Hajtós (HUN)           | Kerrith Brown (GBR) Richard Melillo (FRA)      |
| - 78 kg mi-moyens    | Neil Adams (GBR)                | Waldemar Legien (POL)           | Per Kjellin (SWE) Michel Nowak (FRA)           |
| - 86 kg moyens       | Vitaly Pesnyak (URS)            | Michael Bazynski (FRG)          | Peter Seisenbacher (AUT) Georghi Petrov (BUL)  |
| - 95 kg mi-lourds    | Robert Van De Walle (BEL)       | Roger Vachon (FRA)              | Andreas Preschel (GDR) Günter Neureuther (FRG) |
| + 95 kg lourds       | Grigory Verichev (URS)          | Alexander Von der Groeben (FRG) | Juha Salonen (FIN) Dragan Kusmuk (YUG)         |
| Toutes catégories    | Alexander Von der Groeben (FRG) | Khabil Biktashev (URS)          | Elvis Gordon (GBR) Andrzej Basik (POL)         |

## Tableau des médailles
| Rang | Nation               | Or | Argent | Bronze | Total |
| ---- | -------------------- | -- | ------ | ------ | ----- |
| 1    | Union soviétique     | 4  | 1      | 0      | 5     |
| 2    | Allemagne de l'Ouest | 1  | 2      | 1      | 4     |
| 3    | Roumanie             | 1  | 1      | 0      | 2     |
| 4    | Royaume-Uni          | 1  | 0      | 2      | 3     |
| 5    | Belgique             | 1  | 0      | 0      | 1     |
| 6    | France               | 0  | 2      | 3      | 5     |
| 7    | Pologne              | 0  | 1      | 1      | 2     |
| 8    | Hongrie              | 0  | 1      | 0      | 1     |
| 9    | Allemagne de l'Est   | 0  | 0      | 2      | 2     |
| 9    | Suède                | 0  | 0      | 2      | 2     |
| 11   | Autriche             | 0  | 0      | 1      | 1     |
| 11   | Bulgarie             | 0  | 0      | 1      | 1     |
| 11   | Espagne              | 0  | 0      | 1      | 1     |
| 11   | Finlande             | 0  | 0      | 1      | 1     |
| 11   | Yougoslavie          | 0  | 0      | 1      | 1     |
|      |                      | 8  | 8      | 16     | 32    |

## Sources
- Podiums complets sur le site JudoInside.com.

- Podiums complets sur le site alljudo.net.

- Podiums complets sur le site Les-Sports.info.